# Conspiración de La Profesa
La Conspiración de la Profesa fue una serie de juntas secretas que celebraron en 1821 los simpatizantes del régimen absolutista en el Virreinato de Nueva España, quienes se oponían ideológicamente a la jura de la Constitución de Cádiz.
Sin embargo no hay ningún hecho comprobado que indique que realmente se llevó a cabo dicha conspiración. 
La primera mención de esta conspiración o juntas de la profesa se menciona en un libro en 1822, de Vicente Rocafuerte (republicano radical) que fue una persona que no era novohispano; el venía de paso desde Guayaquil, y fue encargado por parte de varios opositores a Agustín de Iturbide de hacer un escrito denostando al emperador y que fuera publicado en Estados Unidos con la finalidad de que dicho país no acepte o reconozca al imperio de Iturbide.

## Antecedentes
El 12 de abril de 1814, un grupo de sesenta y nueve diputados solicitó por medio del documento conocido como Manifiesto de los Persas, la abolición de la Constitución de Cádiz. El 4 de mayo, el rey Fernando VII decretó la restauración del régimen absolutista en España. En la Nueva España, el obispo de Puebla José Antonio Joaquín Pérez Martínez y Robles y otros miembros del clero se había manifestado a favor de esta decisión.
Casi seis años después, el 1 de enero de 1820, el general Rafael de Riego se pronunció a favor de la Constitución de Cádiz, dando inicio al Trienio Liberal y forzando a Fernando VII "el Deseado" a jurar la Carta Magna para así establecer una monarquía parlamentaria como forma de gobierno. Las noticias de los levantamientos de los generales Rafael de Riego y Antonio Quiroga llegaron a Nueva España en marzo de 1820.  El virrey, altos empleados del gobierno y el clero, se alarmaron, pues preferían el régimen monárquico. El virrey Juan Ruiz de Apodaca, decidió no tomar ninguna acción hasta recibir órdenes de la península ibérica.

## La conspiración
En la Ciudad de México, simpatizantes del régimen absolutista comenzaron a reunirse de forma secreta en el Oratorio de San Felipe Neri, conocido popularmente como el templo de la Profesa. Las reuniones fueron presididas por el canónigo Matías de Monteagudo, por su carácter secreto se desconocen con certeza los nombres de los participantes. Se presupone que participaron Manuel de la Bárcena, fray Mariano López de Bravo y Pimentel, Miguel Bataller, Juan José Espinosa de los Monteros, Antonio de Mier y Villagómez, José Bermúdez Zozaya, Juan Cruz Ruiz de Cabañas, obispo de Guadalajara; Juan Gómez de Navarrete y el obispo de Puebla Antonio Joaquín Pérez Martínez y Robles entre otros. Algunos integrantes de este grupo heterogéneo, miembros de la clase aristócrata y del clero, habían participado en el golpe de Estado durante la crisis política de 1808 en México.
Durante las primeras reuniones el objetivo era impedir la divulgación de la reinstauración de la Constitución de Cádiz en España, declarando que el rey se encontraba aún sin libertad, para así establecer al virrey como gobernante de la Nueva España. Este plan no prosperó pues las noticias llegaron a Veracruz, el intendente José Dávila y los comerciantes establecidos juraron la Carta Magna. Ante el temor de que el virrey no aceptara la Constitución, organizaron el Batallón de Voluntarios de Fernando VII para ejercer presión a Ruiz de Apodaca. 
El 31 de mayo de 1820, el virrey no tuvo más remedio que jurar la Constitución. Debido a que el virreinato se convirtió en provincia, el puesto de virrey pasó a ser Jefe Político Superior de Nueva España. Los conspiradores se pusieron en contacto con el arzobispo de Guadalajara Juan Ruiz de Cabañas y Crespo, su nuevo plan era proclamar la independencia de México, con la idea de establecer una monarquía con un infante de España, evitando desde luego, mencionar las instituciones constitucionales.  Militarmente los conspiradores decidieron apoyarse en Agustín de Iturbide, sin embargo los planes tuvieron que volver a cambiar, pues se hizo oficial la proclamación de la Constitución el 9 de junio.
Conforme a la nueva política, la Compañía de Jesús fue suprimida el 15 de agosto. El fuero eclesiástico fue abolido. El 22 de agosto de 1820 se expidió una orden para liberar a los insurgentes que se encontraban presos, entre ellos a Nicolás Bravo e Ignacio López Rayón. El descontento entre los miembros de la Conspiración de la Profesa aumentó. Uno de los resultados más favorables para esta serie de reuniones fue la designación de Agustín de Iturbide como comandante en Jefe de los Ejércitos del Sur. El 9 de noviembre de 1820, Iturbide fue nombrado sustituto de José Gabriel de Armijo para combatir al rebelde Vicente Guerrero que seguía levantado en armas desde su posición en la Sierra del Sur. Durante las juntas, se trazó el plan para que Iturbide realizara un acercamiento con el caudillo insurgente e incrementar el poderío militar.

## Consecuencias
Los enfrentamientos militares fueron favorables a las fuerzas insurgentes en Zapotepec y Tlatlaya. El 10 de enero de 1821 Iturbide envió una carta a Guerrero ofreciéndole el indulto y una alianza, pero el caudillo declinó la propuesta. Paralelamente Iturbide envió cartas a los jefes militares de Michoacán y del Bajío, a los obispos de Puebla, Guadalajara y la mitra de Valladolid. El obispo de Guadalajara Juan Ruiz de Cabañas apoyó con veinticinco mil pesos la campaña. Iturbide realizó un nuevo acercamiento con Guerrero, esta vez con resultados positivos. El 24 de febrero se proclamó el Plan de Iguala. Unidas las fuerzas militares de ambos bandos, se formó el Ejército Trigarante. Aunque, al parecer Apodaca participaba tácitamente del Plan de la Profesa, los acontecimientos no fueron del todo favorables para él. La unión de Iturbide con Guerrero fue duramente criticada, y por consiguiente, Apodaca tuvo que declarar a Iturbide fuera de la ley. El clero, y la clase aristocràtica de la Nueva España, que se oponían a la Constitución de Cádiz, apoyaron moral y económicamente el movimiento independentista. En el mes de julio, Apodaca fue relevado de su puesto, de manera interina por Francisco Novella, pues se esperaba la llegada de Juan O'Donojú. Cuando el nuevo Jefe Político Superior de la Nueva España tomó su puesto, se percató del fuerte apoyo que tenía Iturbide, sin más remedio tuvo que firmar los Tratados de Córdoba en el mes de agosto. El Ejército Trigarante entró de manera triunfal a la Ciudad de México el 27 de septiembre de 1821, consolidando así, la consumación de la Independencia de México.